# Sanguinarium
Sanguinarium (Sanguinarium) est le 6e épisode de la saison 4 de la série télévisée X-Files. Dans cet épisode, Mulder et Scully enquêtent sur des meurtres étranges survenus dans l'unité de chirurgie plastique d'un hôpital.
L'épisode a obtenu des critiques mitigées.

## Résumé
Dans un hôpital de Chicago, le docteur Lloyd enlève frénétiquement de telles quantités de graisse à son patient que celui-ci meurt sur la table d'opération. Il affirme ensuite à Mulder et Scully qu'il était comme possédé. Mulder, découvrant les traces d'un pentagramme sous la table d'opération, suspecte un cas de sorcellerie. Plus tard, le docteur Ilaqua, un autre médecin de l'unité de chirurgie plastique, tue une patiente en la brûlant avec un laser et ne peut expliquer son acte après coup. Mulder et Scully apprennent que les deux médecins prenaient le même médicament comprenant de la belladone .
Le conseil des médecins en chirurgie plastique, dirigé par le docteur Franklin, oriente l'enquête de Mulder et Scully vers l'infirmière Waite, qui était déjà en poste à l'hôpital lors d'une série de quatre morts inexpliquées dix ans plus tôt et qui était la seule personne présente sur les lieux lors des deux meurtres. Les deux agents se rendent chez l'infirmière et y découvrent des livres de sorcellerie. Pendant ce temps, Franklin est agressé chez lui par Waite, qui est arrêtée. Mulder et Scully commencent à l'interroger mais l'infirmière, qui pratiquait en fait la magie blanche et voulait arrêter Franklin, se met à vomir des dizaines d'épingles et meurt peu après. Mulder découvre que les dates de naissance des deux victimes correspondent à des dates de sabbat.
Peu après, le docteur Kaplan tue un troisième patient, né lui aussi à une date de sabbat, en lui versant de l'acide sur le visage. Avec l'aide d'un programme informatique utilisé par le docteur Shannon, Mulder et Scully déterminent que le docteur Cox, mort à l'issue de la première série de crimes il y a dix ans, serait le sosie de Franklin après une importante opération de chirurgie plastique. Franklin fait ingérer magiquement à Shannon des instruments de chirurgie et, pendant que Scully s'emploie à lui sauver la vie, en profite pour faire une quatrième et dernière victime. Encore une fois rajeuni, il échappe aux deux agents et intègre le service de chirurgie plastique d'un autre hôpital à Los Angeles.

## Distribution
- David Duchovny : Fox Mulder
- Gillian Anderson : Dana Scully
- Richard Beymer : le docteur Jack Franklin
- O-Lan Jones : l'infirmière Rebecca Waite
- Arlene Mazerolle : le docteur Theresa Shannon
- Gregory Thirloway : le docteur Mitchell Kaplan

## Production
L'épisode est écrit par Valerie et Vivian Mayhew, deux sœurs fans de X-Files qui proposent un scénario en freelance à l'équipe de la série. Elles imaginent un scénario dans le milieu médical, car les médecins sont une catégorie professionnelle dont dépendent la vie de beaucoup de gens et qu'il serait effrayant que des docteurs fussent ensorcelés et perdissent le contrôle de leurs actes. Elles présentent leur scénario à Glen Morgan et James Wong qui leur suggèrent de changer le sexe du médecin responsable des meurtres car il serait pour eux trop prévisible que ce fût une femme.
Une fois le script accepté, il subit quelques modifications par l'équipe de scénaristes. Chris Carter resserre l'intrigue sur les thèmes de l'avidité et de la vanité, alors qu'Howard Gordon crée certaines scènes parmi les plus explicites. Vince Gilligan baptise quant à lui le docteur Shannon d'après l'actrice Shannon Tweed. Comme pour l'épisode La Meute, diffusé quelques semaines auparavant, les responsables de Fox rechignent devant la violence du contenu, et Chris Carter doit intervenir pour éviter la suppression de quelques scènes.
Le département artistique de la série crée une unité de chirurgie plastique ayant cinq salles d'opération et des pièces ayant cinq côtés afin de pousser plus loin l'idée du subtil pentagramme que Chris Carter a placé sur la table de réunion. Bien que le scénario évite délibérément de lier les personnages à des groupes occultes en particulier, la chaîne reçoit après la diffusion de l'épisode de nombreuses lettres de wiccans se plaignant de la représentation de leurs croyances. Gillian Anderson qualifie l'épisode comme « l'un des plus répugnants qu'elle ait jamais tournés » et affirme qu'elle n'a pas pu en regarder certaines scènes, alors que David Duchovny déclare qu'il n'a pas compris l'intrigue mais qu'il a aimé le scénario.

## Accueil

### Audiences
Lors de sa première diffusion aux États-Unis, l'épisode réalise un score de 11,1 sur l'échelle de Nielsen, avec 18 % de parts de marché, et est regardé par 18,85 millions de téléspectateurs.

### Accueil critique
L'épisode obtient des critiques mitigées. Parmi les critiques positives, le site Le Monde des Avengers lui donne la note de 3/4. Dans leur livre sur la série, Robert Shearman et Lars Pearson lui donnent la note de 3,5/5. Plus mitigé, le magazine Entertainment Weekly lui donne la note de B-.
Du côté des critiques négatives, Sarah Stegall, du site Munchkyn Zone, lui donne la note de 2/5. Todd VanDerWerff, du site The A.V. Club, lui donne la note de D. John Keegan, de Critical Myth, lui donne la note de 3/10.